# Lukas Pohland

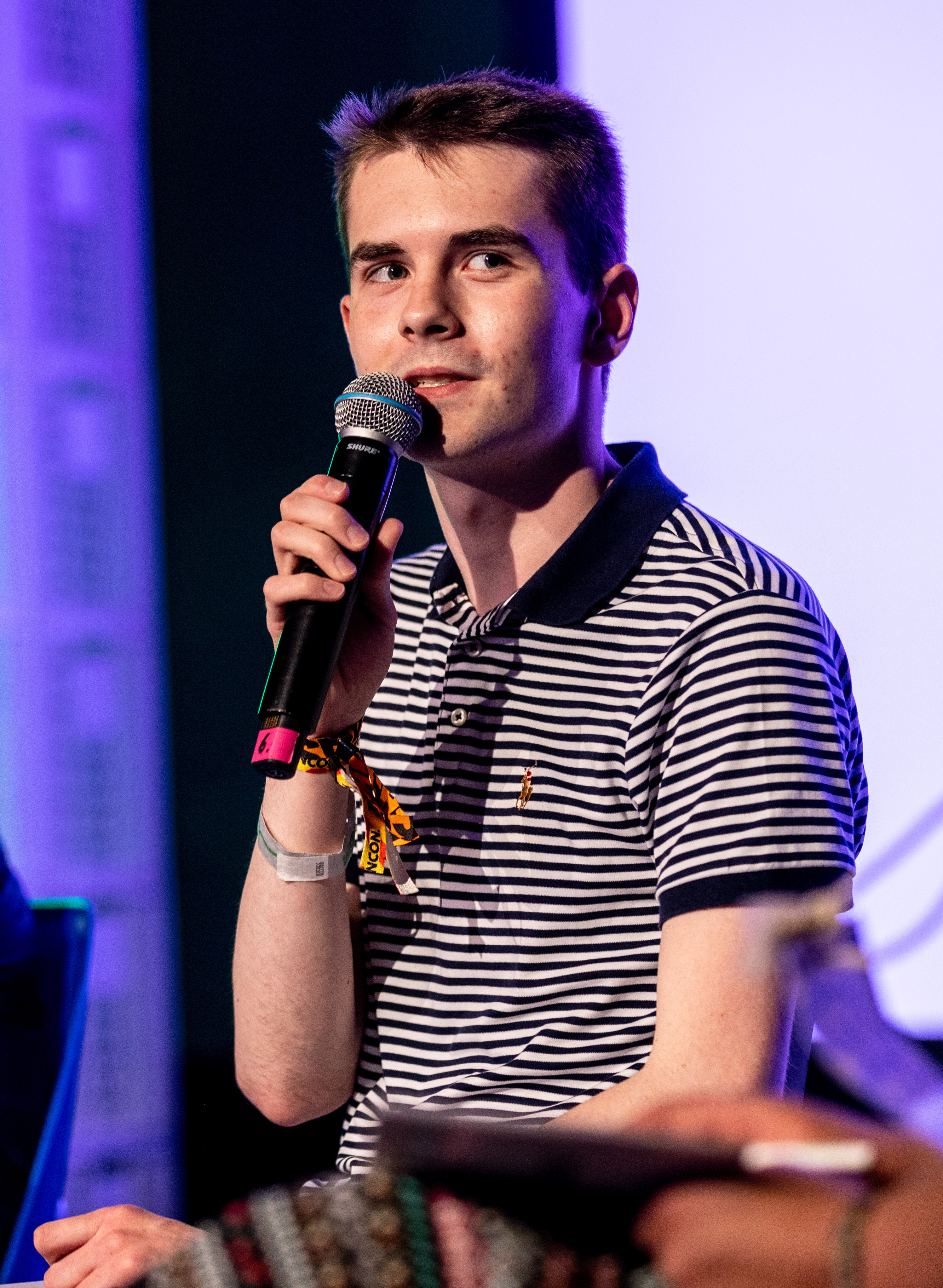
Lukas Pohland (2023)

Lukas Pohland (* 25. August 2004 in Schwerte) ist ein deutscher Marketing-Kommunikationswirt, der als Experte für Cyber-Mobbing gilt und als Geschädigter mehrfach in Talkshows und Anhörungen politischer Gremien eingeladen wurde.

## Leben und Engagement
Pohland war zwölf, als einige Mitschüler begannen, ihn über das Internet zu mobben, weil er einem weiblichen Cybermobbingopfer in seiner Klasse geholfen hatte. Er war zu dem Zeitpunkt Realschüler in Schwerte. Das Cybermobbing gegen Pohland hörte erst dann auf, als das weibliche Mobbingopfer, dem er beistand, auf eine andere Schule wechselte. Im Juni 2017 gründete Pohland mit Hilfe einer Psychologin den Verein Cybermobbing-Hilfe e.V., bei dem Jugendliche von Cybermobbing betroffene Kinder und Jugendliche einmal wöchentlich mittwochs anrufen können, um sich beraten zu lassen. Insgesamt sind 10 Personen an der Hotline beteiligt.
Im April 2018 wurde er zur Sachverständigen-Anhörung im Landtag NRW eingeladen. Er spielte außerdem die Nebenrolle des Schülers und Mobbingopfers Carsten in dem Kurzfilm Es wird besser, der das Thema Cybermobbing behandelt und auf mehreren Filmfestivals gezeigt wurde.
2017 gründete er zusammen mit Freunden das lokale Internetnachrichtenportal meinschwerte.de.
Anfang November 2018 stellte er seine Cybermobbing-Erfahrungen und seinen Verein Cybermobbing-Hilfe e.V. auf ZDFinfo vor.
Im Februar 2019 wurde er als Talkgast in die Sendung Campus im Deutschlandfunk zum Thema Ausgegrenzt und attackiert: Wie umgehen mit Mobbing an Schulen? eingeladen.
Außerdem wurde er im Februar 2019 als Mitglied in die Jury für den Förderpreis zum Thema Cybermobbing bei der Help and Hope Stiftung berufen.
Im Juli 2019 hielt Pohland ebenso wie der ARD-Unterhaltungskoordinator Thomas Schreiber eine Laudatio anlässlich der Verleihung des Bildungspreises der Hochschule Ansbach an Lena Meyer-Landrut wegen ihres Einsatzes gegen Mobbing und Hass-Kommentare im Netz. Im September 2019 war Pohland gemeinsam mit Stephanie zu Guttenberg Gast in der von Barbara Schöneberger und Hubertus Meyer-Burckhardt moderierten NDR Talk Show.
Anfang Februar 2020 war Lukas Pohland Gast in der Talkshow So Gesehen – Talk am Sonntag der Evangelischen Kirche in Deutschland in Sat.1. Anfang März 2020 war Pohland zusammen mit der Journalistin Gilda Sahebi Talkgast in einem YouTube-Video für den Bayerischen Rundfunk zum Thema „Hater! Was soll ich tun?“ auf dem YouTube-Kanal Zukar des YouTubers Firas Alshater. Mitte März 2020 teilte er seine Erfahrungen zum Cybermobbing und Unterstützung und Beratung von Cybermobbing-Opfern in der bildundtonfabrik-Produktion „Docupy“ für den WDR.
Im Februar 2020 war er als Experte bei einem Schülerworkshop zum Thema Cybermobbing, dem von O2 in Düsseldorf veranstalteten Projekttag Cybermobbing, eingeladen. Eine weitere Veranstaltung in Berlin, Young + Restless: Digitale Helden gegen Cybermobbing, die im März 2020 stattfinden sollte und an der er als Experte teilnehmen sollte, fand wegen der COVID-19-Pandemie in Deutschland im August 2020 als digitale Veranstaltung statt.
Im Dezember 2020 hat er mit sechs weiteren Akteuren, darunter Schauspielerin Emilia Schüle, den Verein „Initiative Digitale Empathie e.V.“ gegründet. Die Schirmherrschaft hat Dorothee Bär inne.
Im Mai 2021 hat Pohland mit seinem Verein Cybermobbing-Hilfe e.V. eine Online-Beratung ins Leben gerufen.
Seit 2022 ist Pohland Mitglied im Beirat bei der Bundeszentrale für Kinder- und Jugendmedienschutz.

## Auszeichnungen
- 2018: Jugendpreis Gemeinsinn, Rotary Club Schwerte/Ruhr[32]
- 2023: Bravo Otto, Silber, BRAVO[33]
- 2023: „EGOn – ein netter Mensch“-Ehrenpreis, EGO e.V.[34]

## Filmografie
- 2018: Es wird besser, Kurzfilm
- 2020: WakeUp Jetzt, Webserie

## Dokumentationen
- In der Reihe So gesehen zeigt Bibel TV am 7. Juni 2020 ein 20-minütiges Gespräch mit Lukas Pohland.[35][36] Die Erstausstrahlung fand am 9. Februar 2020 bei Sat.1 statt.[4]